# 奧敦希愷
奥敦希恺（？—1265年），蒙古帝国官员，女真人，奥敦氏，奧敦保和的长子。
他承袭父职为真定路劝农事。州县有水旱，力请减轻百姓每年向河北诸路交纳粟之苦。兼知冀州，蒙古军取民田放牧，久不归还，奥敦希恺夺回归还百姓。元世祖至元二年（1265年）升任顺天路治中，改任顺德府，又为河中府知事。当时阿合马专权，以不肯去谒见，降武德将军、知景州，数月后去世。